# Lewis Furey
Pour les articles homonymes, voir Furey.
Lewis Furey est un chanteur, violoniste, pianiste, compositeur, réalisateur, acteur et scénariste canadien né le 7 juin 1949 à Montréal (Canada). Il a composé beaucoup de musique pour les albums et les films de son épouse Carole Laure.

## Biographie
Lewis Furey est né à Montréal en 1949. Il commence à pratiquer le violon relativement jeune et prend même des cours au Conservatoire de musique avec le violoniste Calvin Sieb. À quinze ans, il part à New York étudier la musique dans une école pour professionnels du spectacle, la Juilliard School, où il travaille notamment sous la direction d'Ivan Galamian et de Dorothy DeLay.
À la fin de ses études musicales, il s'intéresse à la chanson populaire et devient auteur-compositeur-interprète. Il enregistre trois albums: Lewis Furey (1974), The Humours of Lewis Furey (1976) et' The Sky is Falling (1978). Ces albums se distinguent par une utilisation expressive du piano et des compositions à mi-chemin entre la pop et le cabaret dans lesquelles se manifeste notamment l'influence de Kurt Weil et Bertolt Brecht. Par la suite, il sortira trois autres albums avec sa femme, soit la Bande Originale du film de Gilles Carle Fantastica en 1980, suivi du disque live Enregistrement Public au Théâtre de la Porte Saint-Martin en 1982 et la B. O. du film Night Magic coécrit avec Leonard Cohen et sorti en 1985. Et finalement il sort en 2017 l'album Haunted By Brahms avec 17 chansons avec piano et voix seulement.
En 1976, Lewis Furey compose la musique des films The Rubber Gun d'Allan Moyle et La Tête de Normande St-Onge de Gilles Carle, avec Carole Laure. L'année suivante, il tient son premier rôle au cinéma sous la direction de Gilles Carle dans le film L'Ange et la Femme dont il compose également la musique. La même année, Carole Laure fait ses débuts de chanteuse lors d'un concert de Furey à Toronto.
Au cours des années suivantes, il abandonne sa carrière de chanteur. Il écrit plusieurs trames sonores de films dont la comédie musicale Fantastica de Gilles Carle et le conte pour enfants Opération Beurre de pinottes de Michael Rubbo. Il est également compositeur et arrangeur des albums de Carole Laure : Alibis en 1978, Western Shadows en 1989, She Says Move On en 1991 et Sentiments naturels en 1997.
En 1985, il réalise son premier film, Night Magic, une comédie musicale coécrite avec Leonard Cohen. Le film est présenté hors-compétition au festival de Cannes et bénéficie d'une critique plutôt favorable. En 1993, à Paris, il dirige une reprise de l'opéra-rock Starmania qui reçoit le trophée du spectacle musical de l’année aux Victoires de la musique.
En 2000, Lewis Furey réalise son deuxième long-métrage, Rats and rabbits, une comédie d'humour noir qui est très mal reçue par la critique et ne connait pratiquement aucun succès. Par la suite, il conçoit la comédie musicale Antoine et Cléopâtre, une adaptation de l'œuvre de Shakespeare dont il signe la mise en scène, la musique et le livret. La production est d'abord montée à Montréal en automne 2005, puis reprise en Europe.
En 2008, presque 30 ans après son dernier spectacle en solo, Lewis Furey amorce une longue tournée de spectacles dans lesquels il renoue avec succès avec son répertoire.
En 2014, est publié Lewis Furey : Joue-moi un tango de JC Brouchard, un livre retraçant son parcours artistique.

## Discographie
Lewis Furey sort 3 disques, dont :
Albums studio ;
- 1975 : Lewis Furey
- 1976 : The Humours of Lewis Furey
- 1979 : The sky is falling
- 2017 : Haunted By Brahms

Compilation
- 2010 : Lewis Furey - Selected Songs

Avec Carole Laure 
- 1978 : Alibis
- 1980 : Lewis Furey/Carole Laure - Fantastica[4]
- 1982 : Lewis Furey/Carole Laure - Enregistrement public au théâtre de la Porte-Saint-Martin[5]
- 1985 : Lewis Furey/Carole Laure - Night Magic
- 1989 : Western Shadows
- 1991 : She says Move on
- 1997 : Sentiments naturels

Compilation
- 1999 : Collection Légende

## Filmographie

### Comme compositeur
- 1977 : L'Ange et la Femme
- 1977 : The Rubber Gun
- 1978 : Jacob Two-Two Meets the Hooded Fang
- 1979 : Au revoir à lundi
- 1980 : Les Espions dans la ville (Agency)
- 1980 : Fantastica
- 1983 : Maria Chapdelaine
- 1984 : Une Américaine à Paris
- 1985 : Night Magic
- 1985 : The Peanut Butter Solution
- 1986 : Sauve-toi, Lola
- 1987 : Shades of Love: Sincerely, Violet (vidéo)
- 1987 : Shades of Love: Lilac Dream (vidéo)
- 1987 : Shades of Love: Champagne for Two (vidéo)
- 1987 : Midnight Magic (TV)
- 1988 : Shades of Love: The Emerald Tear (TV)
- 1988 : Shades of Love: Tangerine Taxi (TV)
- 1988 : Shades of Love: Sunset Court (TV)
- 1988 : Shades of Love: Moonlight Flight (TV)
- 1988 : Shades of Love: Little White Lies (TV)
- 2001 : Une fille dans l'azur (TV)
- 2014 : Love Projet

### Comme réalisateur
- 1985 : Night Magic
- 1987 : Shades of Love: Champagne for Two (vidéo)
- 1987 : Marc Drouin: Vis ta vinaigrette (video)
- 1988 : Shadow Dancing
- 2000 : Rats and Rabbits[6]

- 1992 : Clip de Petit voleur de Renaud

### Comme acteur
- 1977 : L'Ange et la Femme : Angel Gabrielle
- 1979 : Au revoir à lundi : Client saoul
- 1980 : Fantastica : Paul
- 1985 : Night Magic : Michael (voix)

### Comme scénariste
- 1985 : Night Magic
- 2000 : Rats and Rabbits

### Comme participation
- 2007 : Plaza Musique, L'amour et l'Occident, voix sur I Want To Be Your Friend

## Distinctions

### Gala de l'ADISQ

#### Artistique
| Année | Catégorie                                    | Pour                                            | Résultat   |
| ----- | -------------------------------------------- | ----------------------------------------------- | ---------- |
| 1979  | spectacle de l'année                         | Carole Laure et Lewis Furey (avec Carole Laure) | lauréat    |
| 1982  | artiste s'étant le plus illustré hors-Québec | Carole Laure & Lewis Furey                      | nomination |
| 1982  | spectacle de l'année - musique et chansons   | Vous avez dû mentir aussi (avec Carole Laure)   | nomination |
| 1983  | microsillon de l'année - instrumental        | Maria Chapdeleine                               | nomination |

#### Industriel
| Année | Catégorie                            | Pour                                               | Résultat   |
| ----- | ------------------------------------ | -------------------------------------------------- | ---------- |
| 1979  | mise en scène de l'année - spectacle | Lewis Furey                                        | nomination |
| 1979  | scripteur de l'année - spectacle     | Lewis Furey                                        | nomination |
| 1991  | metteur en scène de l'année          | Lewis Furey pour Bonsoir mon amour de Carole Laure | nomination |
| 1992  | réalisateur de disque de l'année     | Lewis Furey pour She says move on de Carole Laure  | lauréat    |
| 1994  | metteur en scène de l'année          | Lewis Furey pour Starmania - Mogador 94            | lauréat    |

### Prix Juno[13]
| Année | Catégorie                                         | Pour        | Résultat   |
| ----- | ------------------------------------------------- | ----------- | ---------- |
| 1976  | interprète masculin le plus prometteur de l'année | Lewis Furey | nomination |

### Autres prix
- 1986 : Prix Génie de la meilleure chanson originale pour Angel Eyes avec Leonard Cohen